# Madeleine Martenot
Madeleine Martenot (nascuda el 18 de desembre de 1887 a París i morta el 21 de novembre de 1982 a Neuilly-sur-Seine) fou una pianista i pedagoga francesa, creadora del Mètode Martenot d'aprenentage musical.

## Primers anys
Va rebre classes de piano molt aviat i de ben jove es va fer càrrec de l'educació musical i general dels seus germans Maurice, futur inventor de les ondes Martenot, i Geneviève -Ginette-, intèrpret d'aquest instrument i professora d'arts plàstiques.

## El mètode Martenot
El 1912 va començar a impartir classes privades de piano i inicià així la recerca educativa amb el seus germans. Al 1915 ja publicava Bases de l'Enseignement Musical et Pianistique, on ja apareix l'essencial de la seva pedagogia. Basat en un enfocament humanista, el seu mètode es basa en la consideració del ser humà com un tot i de la sensibilitat com un accés a l'intel·lecte. Així promou una aproximació lúdica a la música i pretén una formació simultània en el ritme, el cant lliure, l'audició, l'entonació, la lectura i la improvisació.
El 1936, amb la incorporació de la branca d'Arts Plàstiques a càrrec de Ginette, el Cours Martenot es va convertir en l'Escola d'Art Martenot i el seu mètode s'aplicarà des d'aleshores a altres arts i disciplines artístiques.
El 1970 Madeleine Martenot es va jubilar parcialment, confiant al seu germà Maurice la codirecció de l'Escola.

## Reconeixement
L'any 1938, el Jurat de l'Exposició Universal de 1937 va atorgar la Medalla d'Or a l'Escola d'Art Martenot pels seus "Happy Minutes" al Pavelló La femme, l'enfant, la famille.